# Holercani
Holercani è un comune della Moldavia nel distretto di Dubăsari di 2.522 abitanti al censimento del 2004
Certificato il 26 gennaio 1446. Distanze: 15 km fino a Dubăsari, 50 km fino a Chisinau.
Sotto Holercani, in una zona boscosa con un enorme parco, si trova una piccola cittadina balneare con belle ville parlamentari, una spiaggia e una stazione dei battelli.
Sulla riva del Dniester si trova la chiesa di San Nicola, fondata nel 1888, di fede ortodossa.

## Storia
Da un punto di vista storico, il comune di Holercani è attestato il 26 gennaio 1446. Il nome del comune di Holercani deriva dalla parola ucraina horilca. Il comune di Holercani si trova nel centro della Repubblica di Moldova, sulla riva destra del fiume Dniester, ad una distanza di 42 km dal centro del distretto di Dubăsari (Coşniţa). I primi abitanti apparvero nella località nel secondo secolo della nostra era dai Carpazi. Documentario menzionato nel 1607.
La città è mostrata sulle mappe del 18. come insediamento principale sul Dniester, dove furono schierati gli eserciti russi durante la guerra russo-turca del 1768-1774.
Nei materiali del censimento degli anni 1772-1773 troviamo la città di Holercani registrata con soli 20 recinti, il villaggio appartenente al Monastero "S. Sava" di Iasi. Il censimento del 1774 registra qui 23 case. Nel corso del tempo la popolazione si rinnovò con famiglie sfollate provenienti da altre località e regioni.
Il registro delle località della Bessarabia del 1859 (1961) indica per Holercani: villaggio monastico, con 174 case e 872 abitanti, di cui 429 uomini e 443 donne, oltre ad una chiesa ortodossa.
Secondo i dati della seconda metà del XIX secolo, il villaggio contava: nel 1870-192 case, 951 abitanti (481 uomini e 470 donne), 75 cavalli, 280 grandi bovini dalle corna, 477 pecore e capre.
Da questo villaggio nel 1872 partirono molti emigranti per stabilirsi nel Caucaso.
Dal 1904 conta 247 case, con una popolazione di 1860 persone; una chiesa dedicata a San Michele; Scuola elementare russa.
Durante la riforma agraria del 1918-1924, ai contadini di Holercani furono assegnati 6 ettari di terreno coltivabile e pascolo, per ciascun capofamiglia. I residenti, che avevano meno terreno in loro possesso, hanno ricevuto anche ulteriore terreno agricolo fino a 6 ettari.
Secondo il censimento del 1930, nel villaggio vivevano 1819 abitanti, di cui 1799 rumeni, 4 ungheresi, 1 tedesco, 1 russo, 14 ebrei.

## Galleria d'immagini

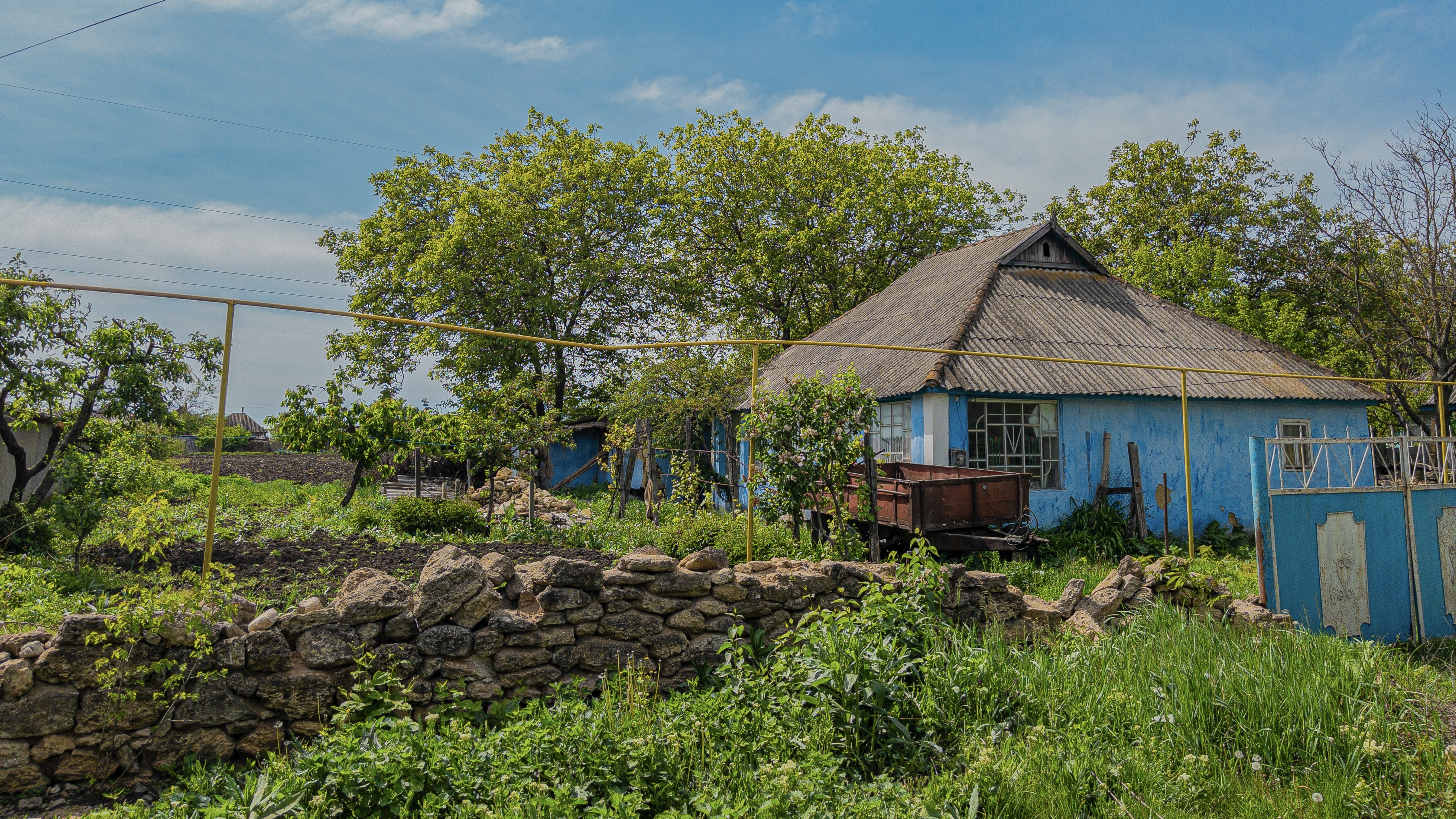
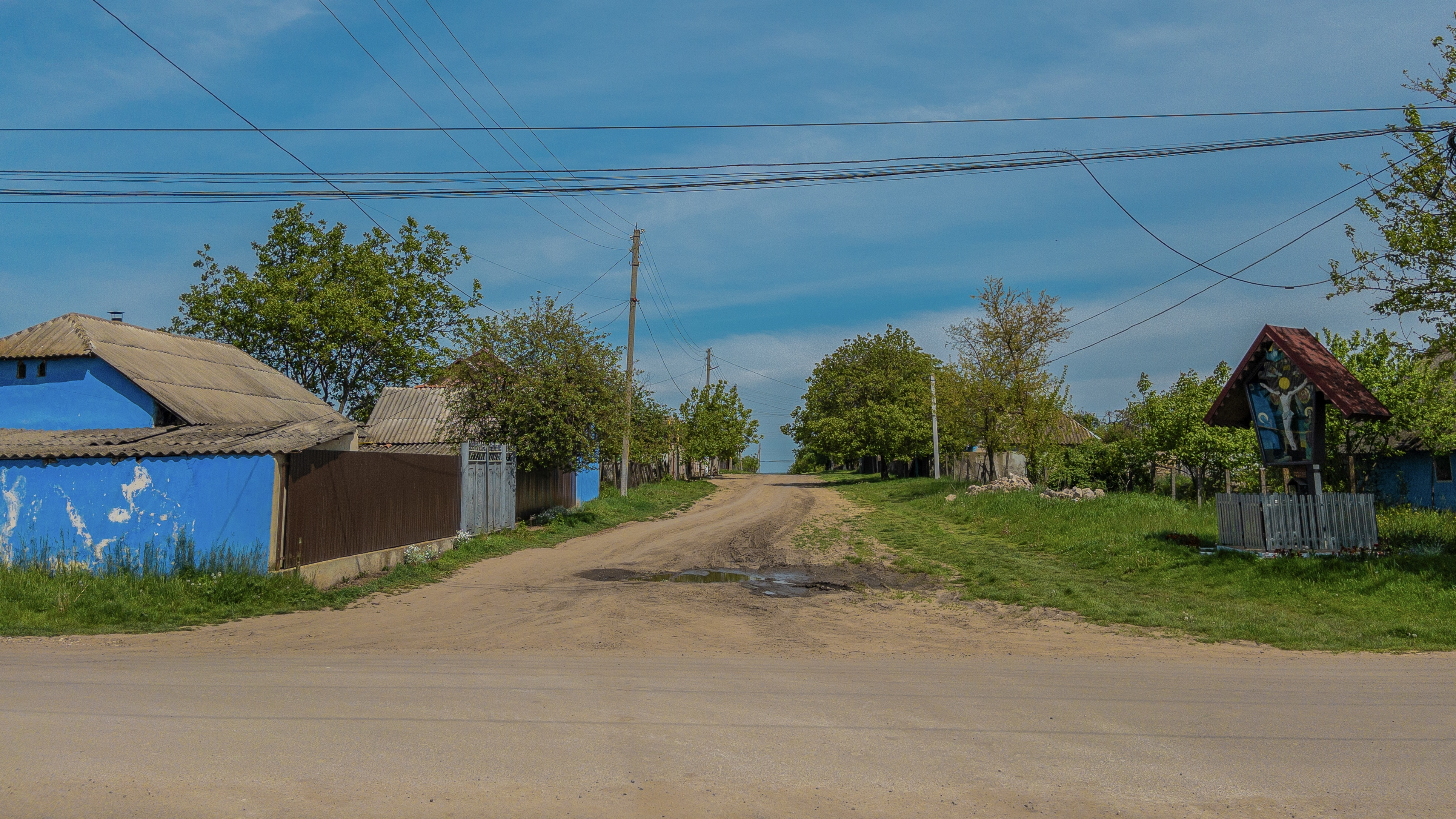
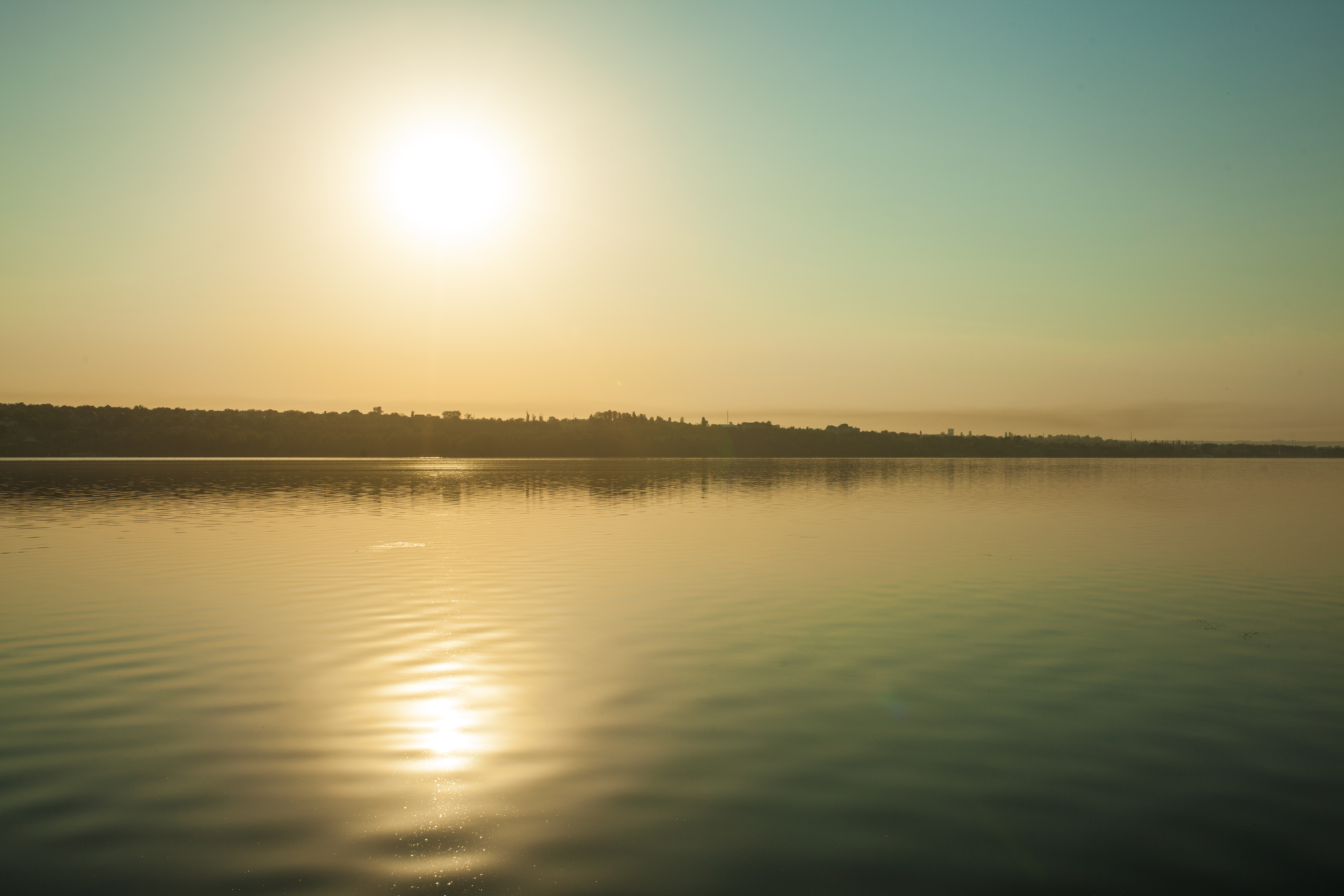
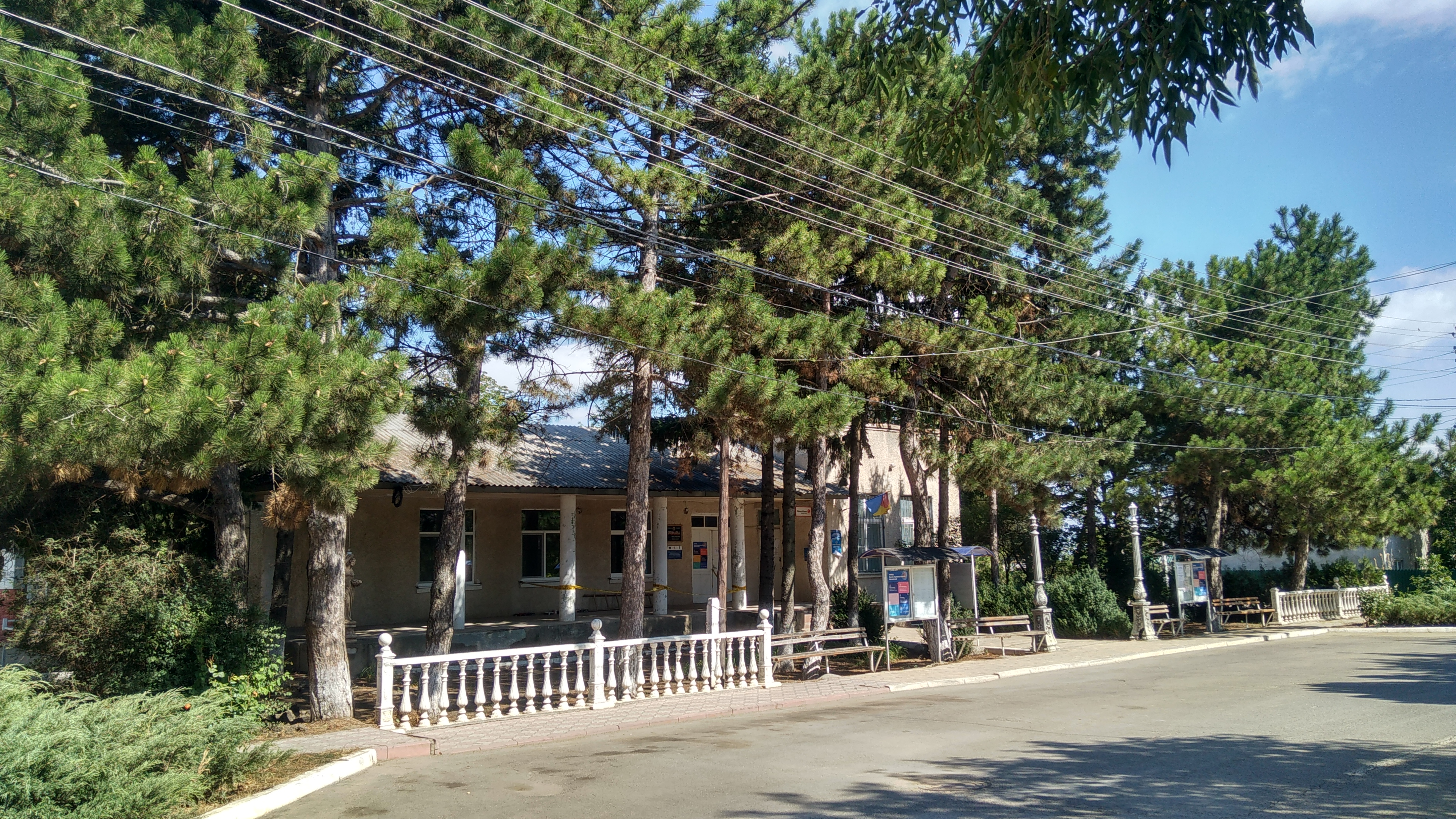
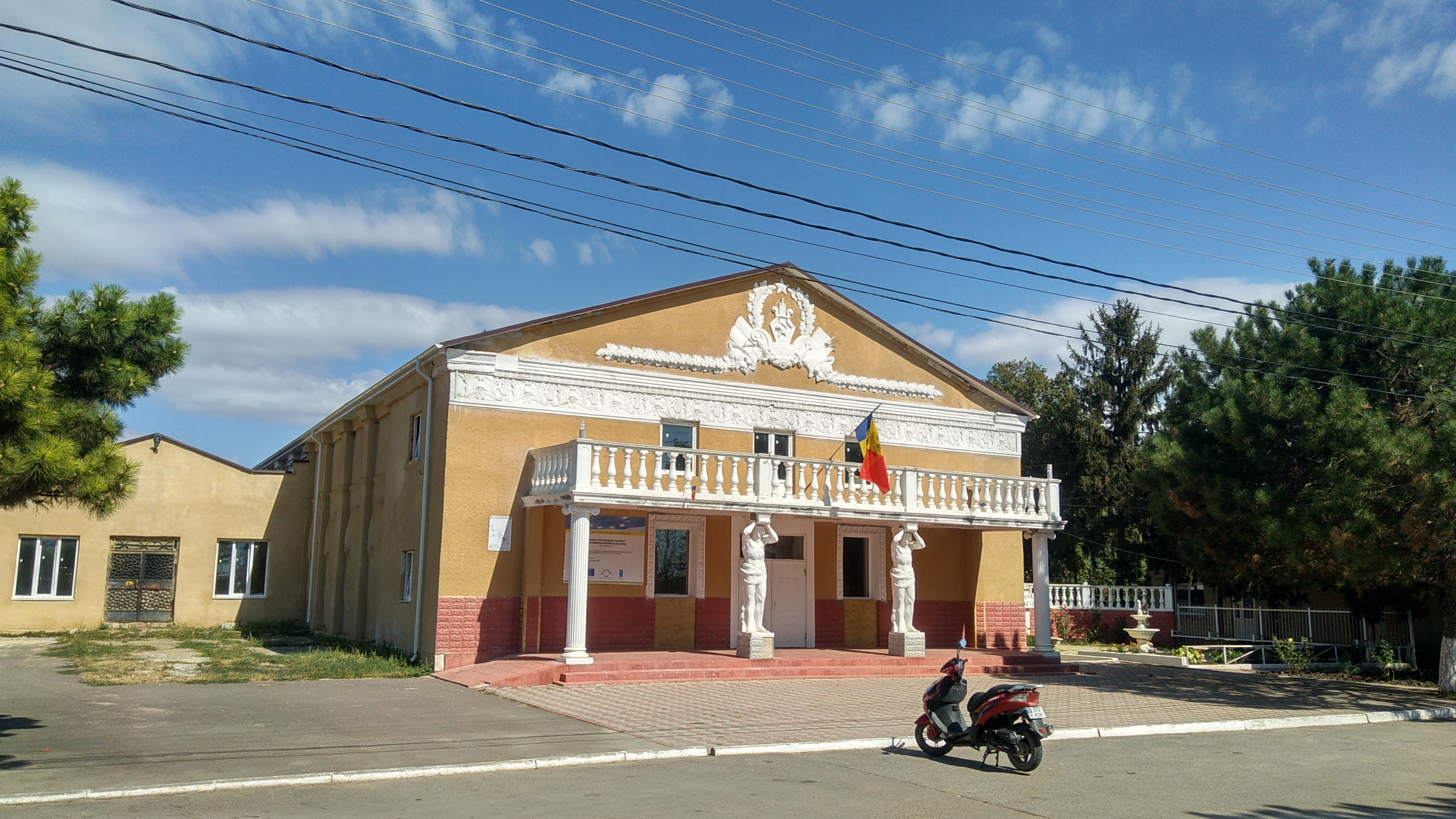
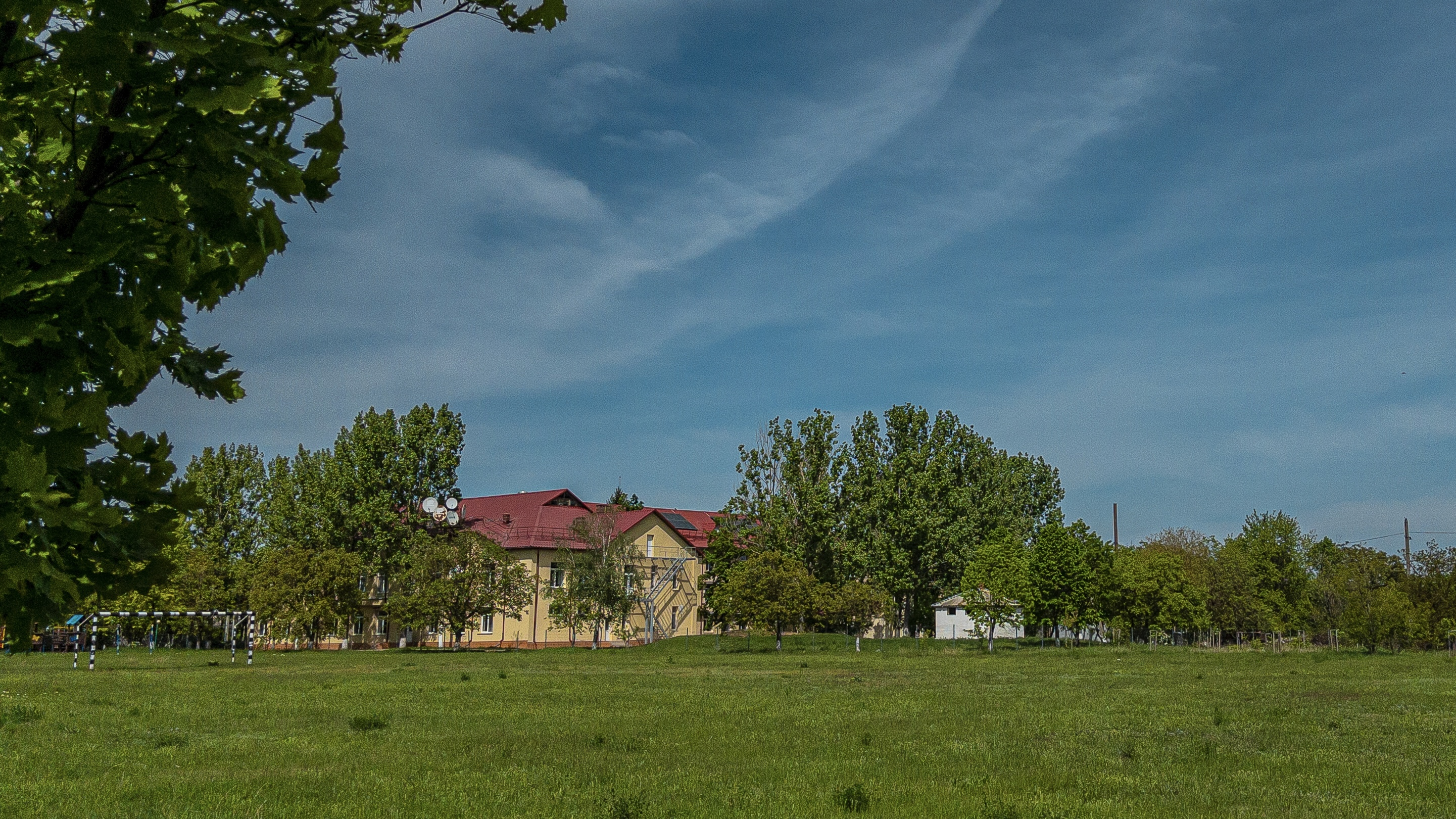